# Hesperiídeos
Hesperiídeos (Hesperiidae) são uma família de borboletas na ordem Lepidoptera. Está classificada na superfamília Hesperioidea, que inclui apenas esta família. Alguns taxonomistas classificam esta família na superfamília Papilionoidea.
A família contém mais de 3 500 espécies espalhadas por todo o mundo, mas com maior diversidade nas regiões Neotropicais da América Central e América do Sul.

## Descrição

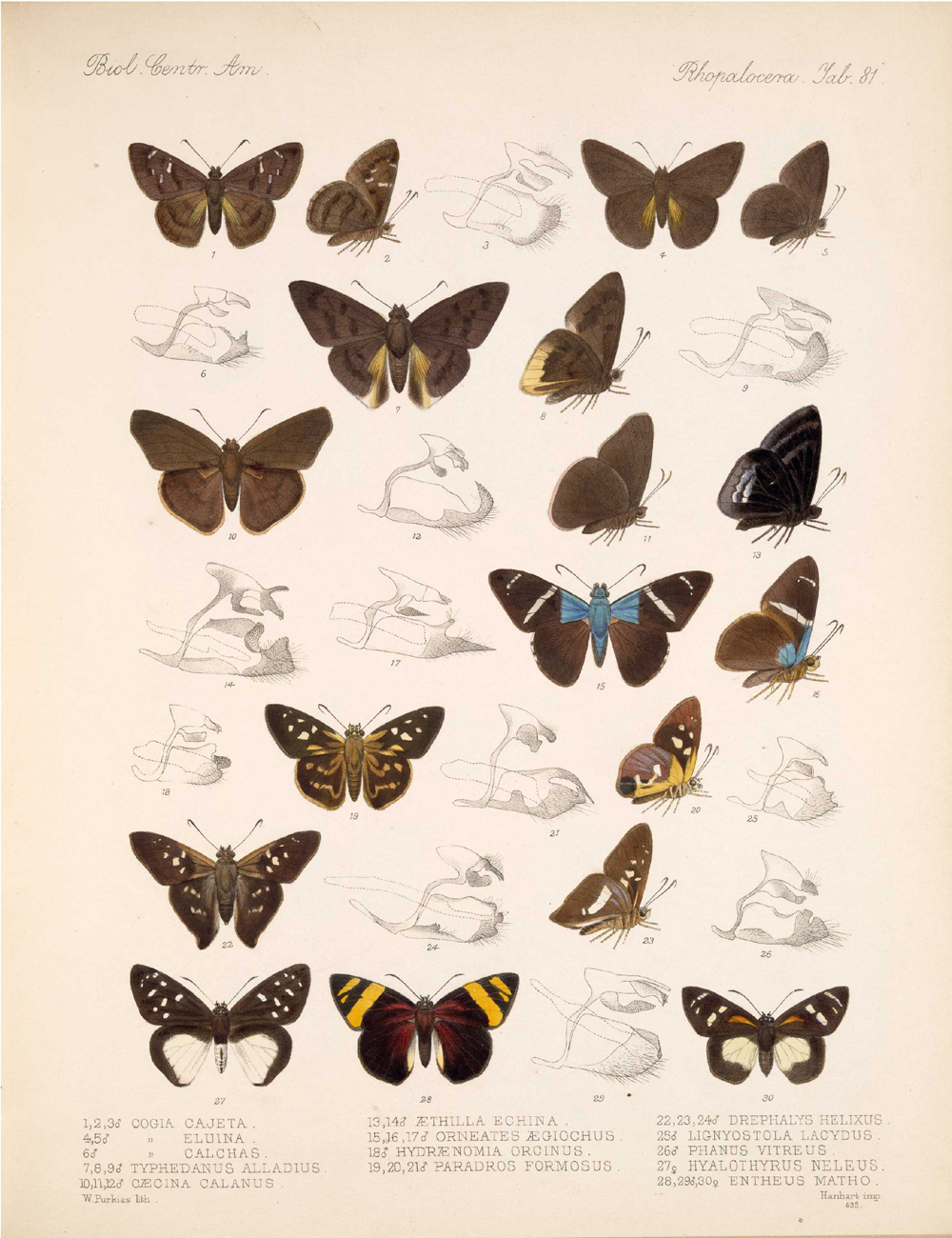
Página de Biologia Centrali-Americana mostrando Pyrginae (3 no centro à direita — a preto e castanho e azul) e Eudaminae (os outros)

A Família Hesperiidae é enquadrada na superfamília monotípica Hesperioidea. Isto acontece pois formam uma linhagem separada dos outros Rhopalocera (borboletas), os quais pertencem na sua maioria à superfamília típica das borboletas, a superfamília Papilionoidea. A terceira superfamília, de tamanho reduzido, é a Hedylidae que se localiza apenas nos Neotrópicos. Hesperioidea é um grupo muito semelhante ao Papilionoidea, e juntos com o grupo de Hedyloidea constituem um grupo natural (Clado). Colectivamente, estes três grupos de borboletas partilham muitas características, especialmente nos estádios de ovo, larva e pupa.
No entanto, os Hesperiidae têm antenas fusiformes (a ponta é como uma agulha de Crochê), enquanto a borboleta típica tem antenas clavadas (a ponta é como um taco de Basebol) e os Hedylidae têm antenas pectinadas (como um pente) ou bipectinadas, como as traças. Os Hesperiidae têm também geralmente corpos mais robustos, olhos compostos maiores e músculos das asas mais fortes do que os outros dois grupos, parecendo assim mais semelhantes com as "traças" do que com as outras linhagens de borboletas. Para além disso, ao contrário de, por exemplo, os Arctiidae, as suas asas tendem a ser pequenas em proporção ao seu corpo. Algumas tendem a ter asas maiores, mas só raramente são tão grandes em comparação com o seu corpo como é o caso das outras borboletas.

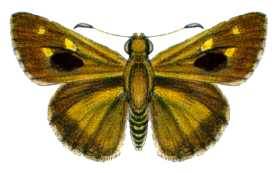
Signeta flammeata (Trapezitinae)

Muitas espécies de Hesperiidae são frustrantemente semelhantes. Por exemplo, algumas espécies dos géneros Amblyscirtes, Erynnis e Hesperia não podem ser presentemente distinguidas no campo, mesmo por peritos. O único método preciso de as distinguir envolve uma dissecção e análise microscópica dos genitais, que têm estruturas características que não permitem a reprodução excepto entre os que são coespecíficos

## Espécies ameaçadas
No Brasil existem oito espécies de hesperídeos na Lista Oficial da Fauna Ameaçada de Extinção. As principais ameaças a este grupo são a destruição de habitat e o desmatamento, já que todas são nativas da Mata Atlântica, bioma que hoje possui apenas 8% de sua cobertura vegetal original. Uma delas, Ochropyge ruficauda, ocorre também no Cerrado, que também vem sofrendo grandes perdas de área original para a agricultura mecanizada e pecuária extensiva. As outras sete espécies são Cyclopyge roscius iphimedia, Dreyphalis miersi, Dreyphalis mourei, Parabella polyzona, Pseudocroniades machaon seabrai, Turmada camposa e Zonia zonia diabo.

## Subfamílias
- Coeliadinae
- Euschemoninae
- Pyrginae
- Eudaminae
- Heteropterinae
- Hesperiinae
- Trapezitinae

## Galeria de imagens

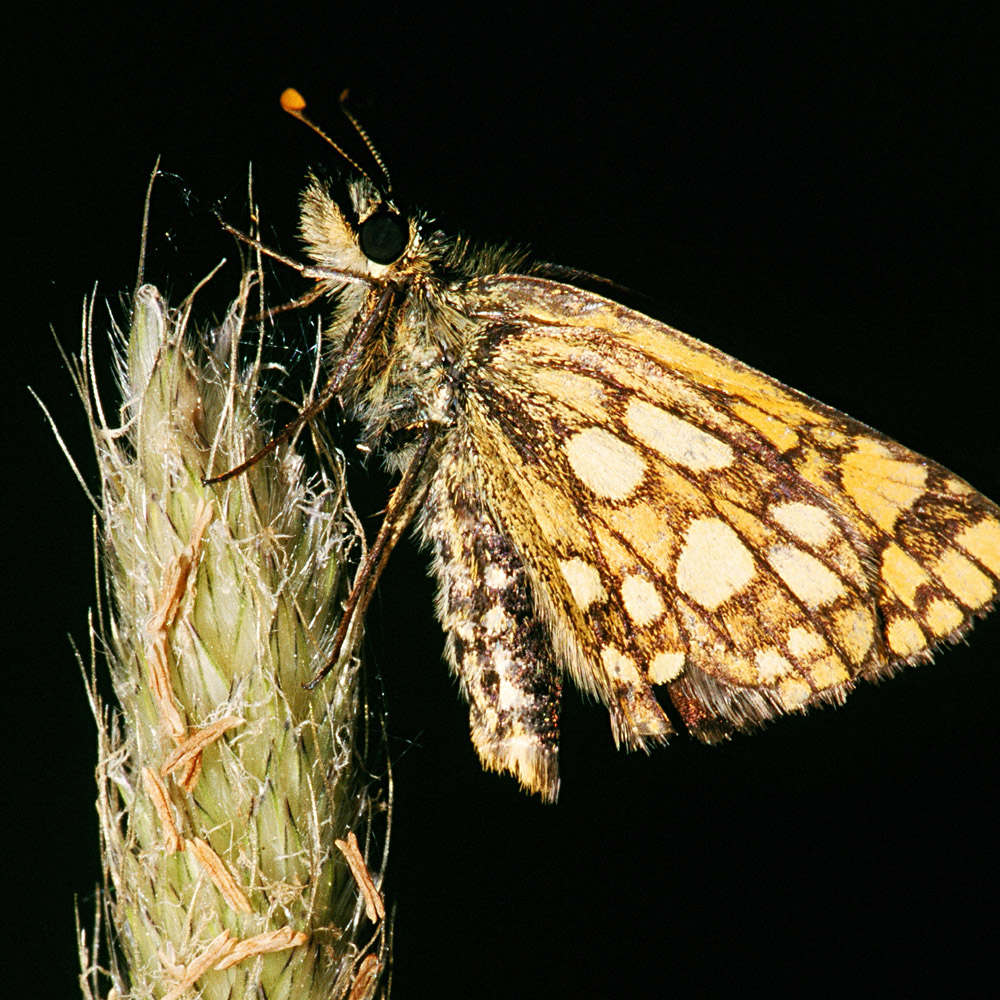
Carterocephalus palaemon
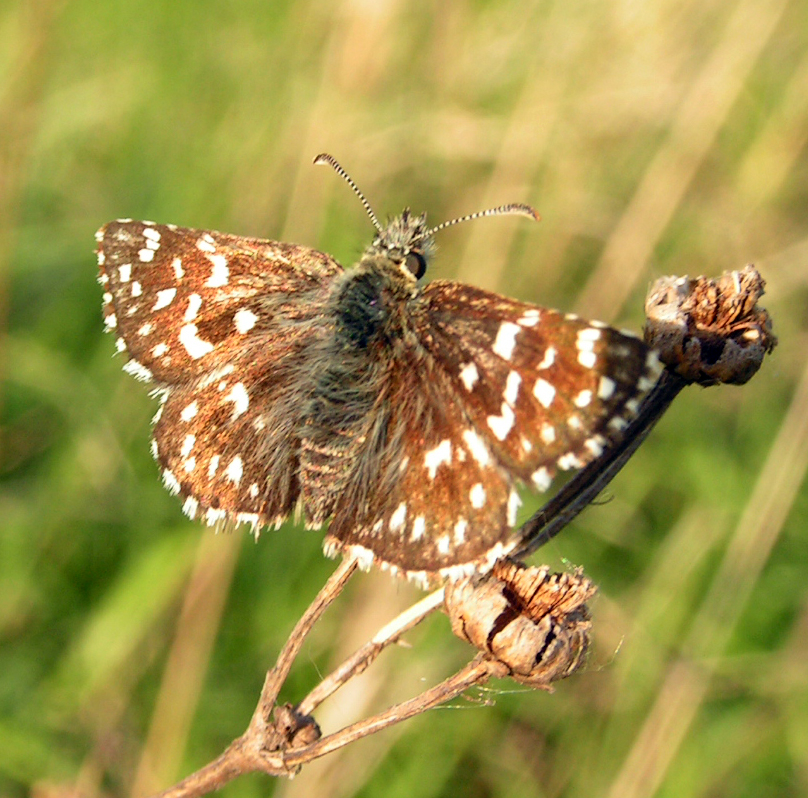
Pyrgus malvae

## Lista de Referências
- Korolev, Vladimir  A. (2014): Catalogus on the collection of Lepidoptera. Part I. Hesperiidae. - Moscow, 310 p. ISBN 978-5-00077-066-5 .